# Frederik Tønder
Frederik Christian Tønder (ca. 1747, muligvis i Norge – 14. december 1809 i København) var en dansk billedhugger.
Hans baggrund kendes ikke, men måske tilhører han slægten Tønder. Han besøgte Kunstakademiet i København fra 1767 for at uddanne sig til billedhugger. Først i sit 30. år (1777) nåede han at vinde den lille og i januar 1781 den store sølvmedalje for tegning efter modellen. Derpå vandt han i marts 1781 og i januar 1782 den lille og den store sølvmedalje for modellering samt den 11. august 1783 den lille guldmedalje for opgaven Saul rådfører sig med Samuels skygge. I disse år 1780-83 var han modelerer ved Den kgl. Porcelænsfabrik. Kort efter rejste han med Akademiets vidnesbyrd om at have vundet medaljen til Sankt Petersborg, hvor han levede i tretten år og arbejdede ved den kejserlige porcelænsfabrik. I begyndelsen af 1797 kom han tilbage til København og søgte om at blive informator i modellering ved Akademiets ornamentskole. Dog nåede han først den 26. marts 1800 en sådan ansættelse med 200 rigsdaler om året, men forblev kun i denne stilling til 1806, da han for øjensvaghed måtte tage sin afsked. I 1801 udstillede han ved årsmødet et basrelief, forestillende Billedkunstneren, og i 1802 foreviste han tre andre relieffer for at blive agreeret. Men fraset, at Akademiet ikke ville agreere sine informatorer, var hans arbejder så svage, at han ikke fik en eneste stemme for sig. Han døde den 14. december 1809.
Ingen af Tønders konkurrencearbejder er bevaret, men han udførte modellen til dragerne på Det kinesiske Lysthus i Frederiksberg Have (ca. 1800).
Han var ugift og er begravet på Assistens Kirkegård.